# 生田目学文
生田目 学文（なまため のりふみ、1963年 - ）は、日本の国際政治学者、教育者。東北福祉大学総合マネジメント学部情報福祉マネジメント学科教授。

## 略歴
- 1982（昭和57）　宮城県仙台向山高等学校卒業[1]
- 1987（昭和62）　早稲田大学第一文学部哲学科社会学専修卒業
- 1993（平成5）　デンバー大学国際学大学院（米国コロラド州）修士課程修了
- 2000（平成12）　NIRA総合研究開発機構＜リサーチ・アシスタント＞
- 2002（平成14）　東北福祉大学総合福祉学部情報福祉学科専任講師
- 2005（平成17）　東北福祉大学総合福祉学部情報福祉学科助教授
- 2007（平成19）　東北福祉大学総合福祉学部情報福祉学科准教授
- 2008（平成19）　東北福祉大学総合マネジメント学部情報福祉マネジメント学科准教授
- 2008（平成20）　デンバー大学ジョセフ・コーベル国際研究大学院（米国コロラド州）博士課程修了

## 所属学会
- 日本国際政治学会（1997年6月～）
- 世界国際関係学会（1997年9月～）
- 日本公益学会（2000年10月～）
- 政治経済史学会（2001年1月～）
- 国際安全保障学会（2001年3月～）
- 日本感性福祉学会（2003年4月～）
- 日本社会福祉学会（2004年10月～）

## 学術論文
- 2001（平成13）年7 月

「東チモール問題とARFの役割：理論的一考察」政治経済史学会編『政治経済史学』第419号, 21-39頁.
- 2003（平成15）年5 月

「弾道ミサイル防衛：国会の論議に見る日本の安全保障」政策研究フォーラム『改革者』, 26-29頁.
- 2003（平成15）年10 月

「国際関係学と公益」, 日本公益学会編『公益学研究』第３巻第1号, 39-46頁.
- 2004（平成16）年3 月

「『国際福祉』概念の考察」東北福祉大学編『東北福祉大学研究紀要』第28巻, 57-68頁.
- 2005（平成17）年7 月

「国際公益研究への序説」日本公益学会編『公益学研究』第５巻第1号, 1-8頁.